# Macrostelia
Macrostelia es un género con cuatro especies de plantas con flores perteneciente a la familia  Malvaceae. Es originario de Madagascar. Fue descrito por Bénédict Pierre Georges Hochreutiner y publicado en  Notulae Systematicae. Herbier du Museum de Paris 14: 230, en el año 1952. La especie tipo es Macrostelia involucrata Hochr.

## Especies
- Macrostelia calyculata
- Macrostelia grandifolia
- Macrostelia involucrata
- Macrostelia laurina